# Dipterocarpus crinitus
Dipterocarpus crinitus är en tvåhjärtbladig växtart som beskrevs av William Turner Thiselton Dyer. Dipterocarpus crinitus ingår i släktet Dipterocarpus och familjen Dipterocarpaceae. Inga underarter finns listade i Catalogue of Life.